# ポップアップ広告
ポップアップ広告（ポップアップこうこく、英：pop-up ads または pop-ups）とは、ある特定のウェブページを開いた時に自動的に一番手前に表示される広告用の小さなウィンドウの事。
一般に、ページ訪問等のイベント発生時にウィンドウを表示するようなJavaScript記述を、HTML中に記述することにより実現され、ウェブブラウザが当該ページ内のスクリプトを実行することによりウィンドウ表示が行われる。主に、無料レンタルサーバによるウェブサイトで行われることが多い。
意図的にポップアップウィンドウを一番奥に表示する「ポップアンダー広告」も存在するが、目立ちにくい手法のためポップアップ広告ほど普及していない。
ページを開くたびにポップアップしたページが表示され、非常にうっとうしいと思われることが多い為、Internet ExplorerやMozilla Firefox、Operaなど主要なウェブブラウザでは、ページを開く時にポップアップが開くと判断された場合にメッセージが表示され、ポップアップ広告が表示されない機能が開発されている。この機能のことを「ポップアップブロック」という。また、Google ツールバーやYahoo!ツールバーなど、Internet Explorerのアドオンツールバーには同様の機能があるものが多くある。
ポップアップブロック機能に加え、独立したポップアップウィンドウが開かないタブブラウザが普及したため、ユーザーが不快感を覚えることは少なくなった。ネット広告の手法としても下火になりつつある。
ブラウザを使っていない時にまで表示させるマルウェアもある。

## ポップアップブロック
Operaは、メジャーなウェブブラウザの中で最初にポップアップブロック機能を導入し、その後Mozillaは、ページ読み込み時に表示されるポップアップウインドウもブロック対象にしたポップアップブロック機能を実装している。2000年初頭までにInternet Explorerを除く、ほぼ全ての主要ブラウザでポップアップブロックが実装され、ユーザーが意図せず開くウインドウをブロックできるようになった。
2004年より提供されているWindows XPのService Pack 2で、Internet Explorerもポップアップブロック機能を実装、ほとんどのユーザがポップアップブロック機能を利用するようになった。しかし、XP SP2以前のInternet Explorerには実装されないため、ポップアップブロック機能を利用したい場合は、アドオンツールバーなど何らかのソフトウェアをインストールする必要がある。またはIEコンポーネントブラウザを利用する方法もある。Internet Explorerにはポップアップブロック機能がなかなか実装されなかったため、ユーザのニーズに応えるかたちで、IEコンポーネントブラウザの多くはこの機能を備えている。
基本的にポップアップブロックは、ユーザーのクリック操作などを経ずに開かれるウインドウを全てブロックする仕様となっているが、ウェブブラウザによっては設定により全てのウインドウをブロックしたり、特定サイトだけブロックを解除することが出来るようになっている。